# Цаплова, Вера Степановна
Вера Степановна Цаплова — советский хозяйственный, государственный и политический деятель, раскройщица Московского объединения меховых предприятий «Труд» Министерства лёгкой промышленности РСФСР. Герой Социалистического Труда (1971).

## Биография
Родилась в 1919 году в деревне Игнатково Шаховского района Московской области. Член ВКП(б) с 1944 года.
С 1939 года — на хозяйственной, общественной и политической работе. В 1939—1975 гг. — стахановка-скорняк, раскройщица Ростокинского мехового комбината Московского объединения меховых предприятий «Труд» Министерства лёгкой промышленности РСФСР.
В 1970 году досрочно выполнила личные социалистические обязательства и производственные задания Восьмой пятилетки (1966—1970). Указом Президиума Верховного Совета СССР от 5 апреля 1971 года «за выдающиеся успехи в досрочном выполнении заданий пятилетнего плана и большой творческий вклад в развитие производства тканей, трикотажа, обуви, швейных изделий и другой продукции легкой промышленности» удостоена звания Героя Социалистического Труда с вручением ордена Ленина и золотой медали «Серп и Молот» .
Избиралась депутатом Верховного Совета РСФСР 8-го созыва.
Жила в Москве. Умерла 17 января 2013 года.